# Венте

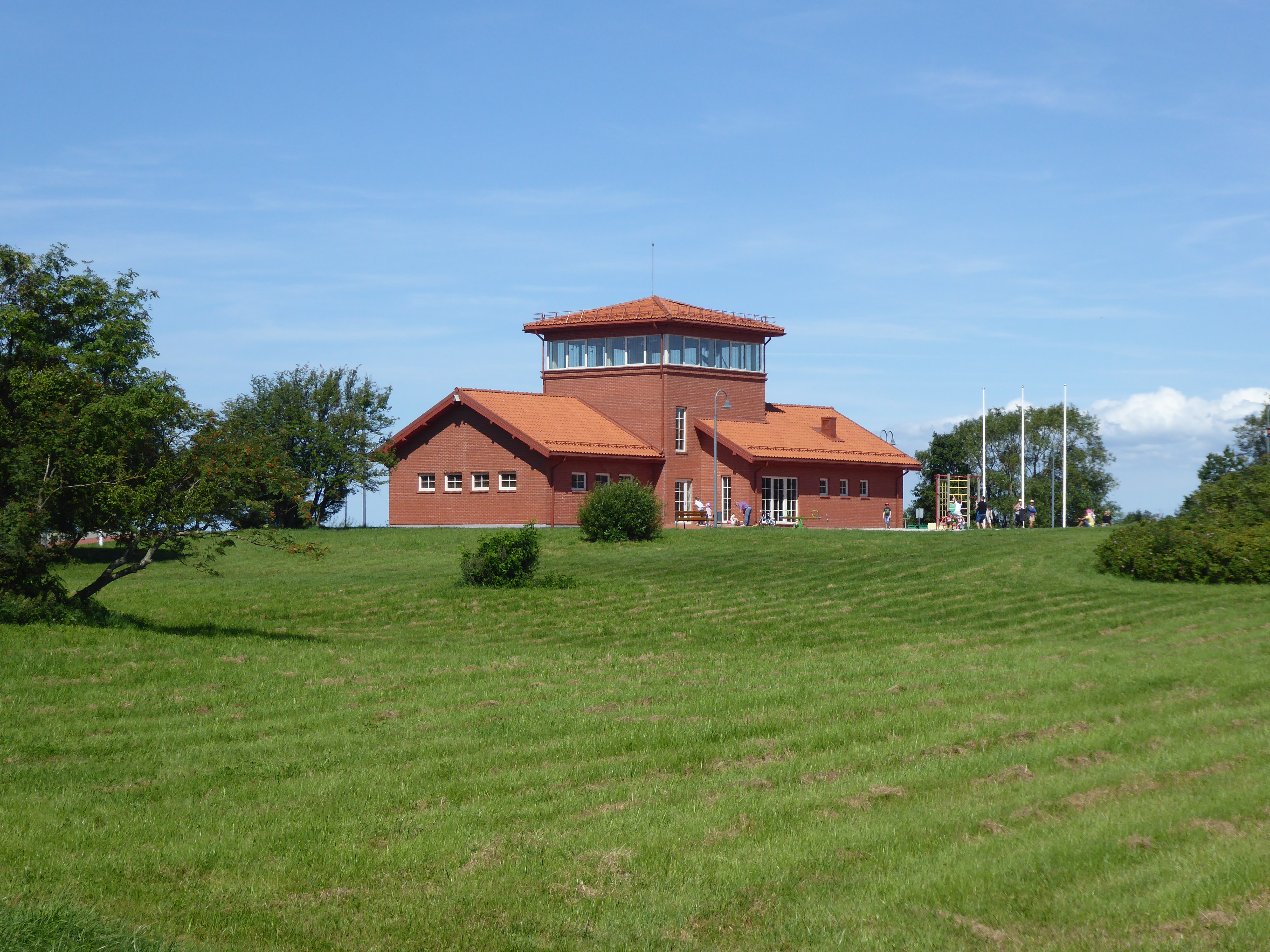
Орнітологічна станція

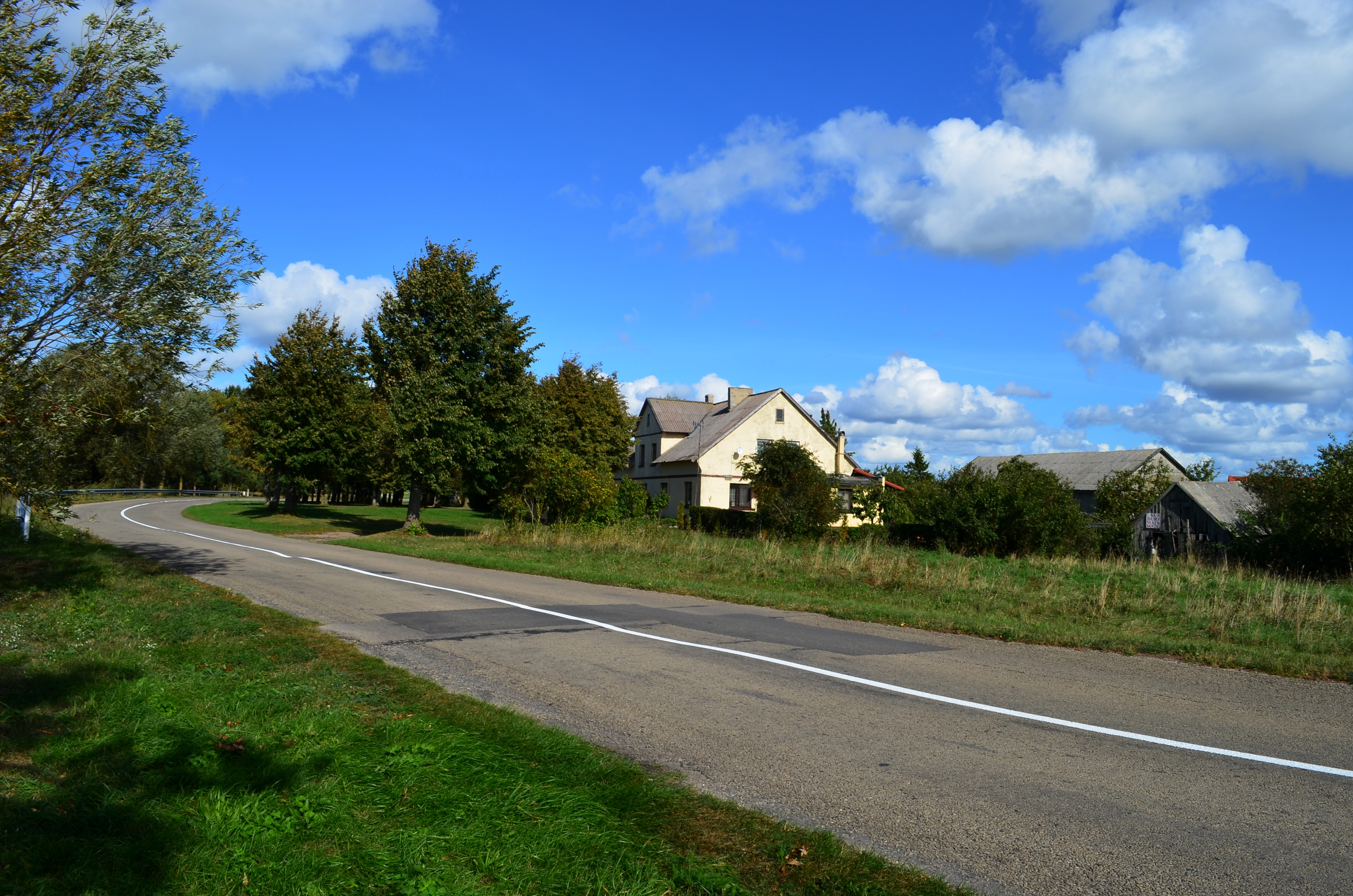
Сільська вулиця

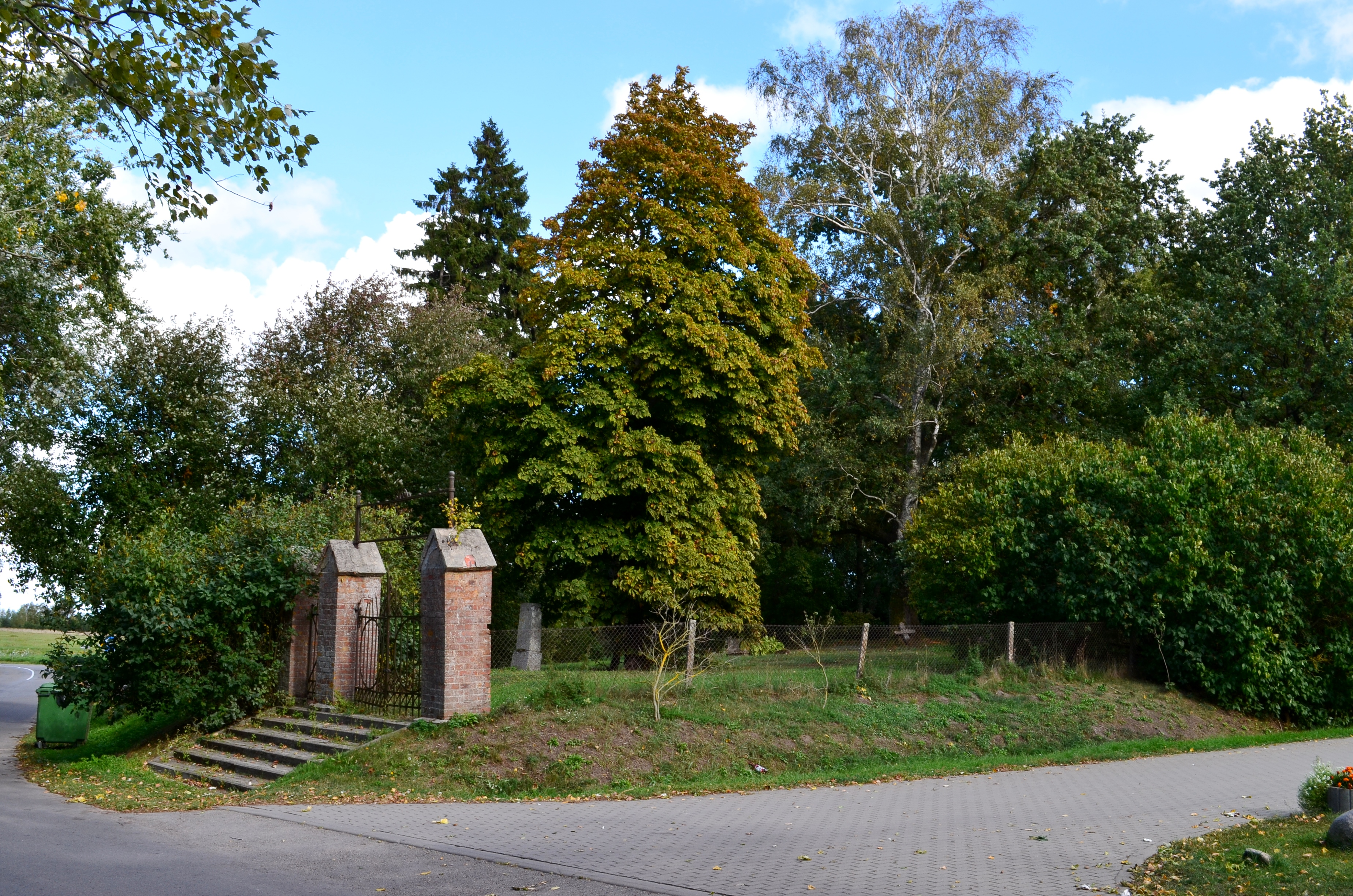
Лютеранський цвинтар

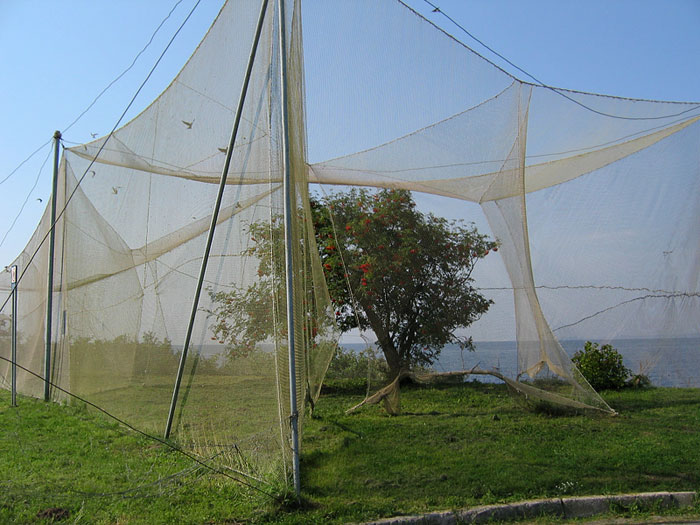
Сітка

Венте (лит. Ventė) — село Шилутського району Клайпедського повіту на заході Литви в дельті Нéмунасу, на узбережжі Куршської затоки.

## Етимологія
Сучасна назва "Венте" походить від (нім. Windenburg - "замок вітрів").

## Історія
Венте вперше згадується в 14 столітті хрестоносцями. У 1360 році було збудовано замок Вінденбург, але згодом зник. Вентський замок виник у 1539 році.
1929 року, литовський біолог Тадас Іванаускас заснував орнітологічну станцію.

## Населення

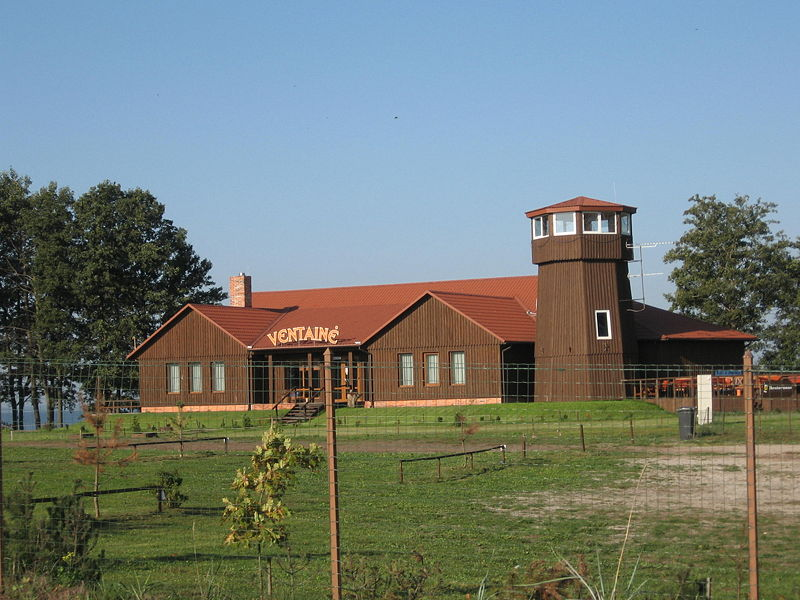
Кемпінг „Ventainė“

| Динаміка населення з 1871 по 2021 |          |      |      |          |          |
| 1871                              | 1885     | 1905 | 1910 | 1925     | 1959пер. |
| 370                               | 355      | 498  | 350  | 301      | 294      |
| 1970пер.                          | 1979пер. | 1983 | 1987 | 1989пер. | 2001пер. |
| 283                               | 193      | 193  | 179  | 181      | 164      |
| 2011пер.                          | 2021     | -    | -    | -        | -        |
| 143                               | 114      | -    | -    | -        | -        |
| Гістограма динаміки населення     |          |      |      |          |          |